# Sarcocheilichthys biwaensis
Sarcocheilichthys biwaensis är en fiskart som beskrevs av Kazumi Hosoya 1982. Sarcocheilichthys biwaensis ingår i släktet Sarcocheilichthys och familjen karpfiskar. Inga underarter finns listade i Catalogue of Life.